# Stonewall Jackson
Thomas Jonathan "Stonewall" Jackson (21 tháng 1 năm 1824 – 10 tháng 5 năm 1863) là một trong những tướng chỉ huy tài giỏi nhất của quân Liên minh miền Nam trong Nội chiến Hoa Kỳ, nổi tiếng chỉ sau đại tướng Robert E. Lee. Sự nghiệp quân sự của ông bao gồm Chiến dịch Thung lũng năm 1862 và những cống hiến với tư cách một tư lệnh quân đoàn thuộc Binh đoàn Bắc Virginia dưới quyền tướng Lee. Bị chính quân miền Nam bắn nhầm trong trận Chancellorsville ngày 2 tháng 5 năm 1863, ông vẫn sống sót dù phải phẫu thuật cắt bỏ cánh tay trái. Thế nhưng cuối cùng ông lại qua đời do bị biến chứng viêm phổi tám ngày sau đó. Cái chết của ông là một tổn thất nghiêm trọng cho phe miền Nam, gây ảnh hưởng không chỉ về mặt quân sự mà đến cả tinh thần của quân đội lẫn công chúng.
Jackson sau khi chết đã trở thành một biểu tượng cho chủ nghĩa anh hùng và bổn phận của miền Nam, và cùng với tướng Lee đi vào điện thờ của cái gọi là "Chính nghĩa đã mất của miền Nam".
Các sử gia đã coi Jackson là một trong những chiến thuật gia tài năng nhất trong của lịch sử quân đội Hoa Kỳ. Chiến dịch Thung lũng cùng với cuộc hành quân bọc sườn quân miền Bắc trong trận Chancellorsville vẫn được nghiên cứu trên toàn thế giới cho đến tận ngày nay như những ví dụ cho sự lãnh đạo sáng tạo và táo bạo. Ông cũng rất xuất sắc trong nhiều trận đánh khác: trận Bull Run thứ nhất (nơi ông nhận được biệt hiệu nổi tiếng "bức tường đá" - "Stonewall"), trận Bull Run thứ hai, trận Antietam, và trận Fredericksburg. Tuy vậy, cũng có lúc Jackson không thành công với tư cách một viên chỉ huy khi ông tỏ ra kém cỏi và lúng túng trong Chuỗi trận Bảy ngày ở quanh Richmond năm 1862.